# Падерин, Иван Григорьевич
Иван Григорьевич Падерин (1918—1998) — советский писатель, полковник.

## Биография
Родился 15 января 1918 года на прииске Богословка.
С 1938 года — на военной службе, а также общественной и политической работе. Член КПСС с 1939 года. В 1938—1990 гг. — секретарь Купинского РК ВЛКСМ Новосибирской области, участник Великой Отечественной войны, старший инструктор по информации политотдела 62-й армии, заместитель командира 220-го стрелкового полка по политчасти, слушатель Военно-политической академии им. В. И. Ленина, политработник в Советской Армии, писатель.
Лауреат премий: ВЦСПС и СП СССР (1974), Министерства обороны СССР (1983). Член СП СССР (1949).
Умер 9 февраля 1998 года.